# Holiday Bowl 2016
Match précédent Match suivant
L'Holiday Bowl 2016 est un match de football américain de niveau universitaire joué après la saison régulière de 2016, le 27 décembre 2016 au Qualcomm Stadium de San Diego, Californie
Il s'agissait de la 39e édition du Holiday Bowl.
Le match a mis en présence les équipes du Minnesota issue de la Big Ten Conference et de Washington State issue de la Pacific-12 Conference.
Il a débuté à 16 h 5 locales et a été retransmis en télévision sur ESPN et en radio sur ESPN Radio.
Les Golden Gophers du Minnesota gagnent le match sur le score de 17 à 12.

## Présentation du match
| Équipes                                                                                                   | Conférences | Entraîneurs       | Stats. saison rég. | Classements avant le bowl CFP-AP-Coaches |
| --- | ----------- | ----------------- | ------------------ | ---------------------------------------- |
| Golden Gophers du Minnesota                                                                               | Big Ten     | Tracy Claeys (en) | 8 - 4              | NC                                       |
| Cougars de Washington State                                                                               | Pac-12      | Mike Leach (en)   | 8 - 4              | NC                                       |
| Arbitre : Gary Patterson (ACC) Équipe donnée favorite par les bookmakers : Washington State par 10 points |             |                   |                    |                                          |

Il s'agit de la 6e rencontre entre ces deux équipes, Washington State ayant remporté 3 des 5 matchs, la dernière rencontre datant de 1988 (victoire de Washington State, 41 à 9).

### Golden Gophers du Minnesota
Avec un bilan global en saison régulière de 8 victoires et 4 défaites, Minnesota est éligible et accepte l'invitation pour participer au Holiday Bowl de 2016.
Ils terminent 4e de la West Division de la Big Ten Conference derrière Wisconsin, Iowa et Nebraska avec un bilan en division de 5 victoires et 4 défaites.
À l'issue de la saison 2016 (bowl compris ou non compris), ils n'apparaissent pas dans les classements CFP , AP et Coaches.
Il s'agit de la toute première apparition des Golden Gophers au Holiday Bowl. Le 15 dfécembre 2016, les joueurs de l'équipe menacent de boycotter toutes les activités liées au football en ce y compris de participer au Bowl, en protestation contre une décision prise par leur université de suspendre dix de leurs joueurs. Cette suspension faisait suite à une enquête menée par l'université à propos d'accusations d'agression sexuelle en début d'année scolaire. L'enquête au pénal avait déjà eu lieu sans qu'aucune charge n'ait été requise à l'encontre des joueurs incriminés. Néanmoins, le 17 décembre, la menace de boycott prend fin et les joueurs annoncent qu'ils participeront au Holiwood Bowl. Si le boycott avait perduré, l'équipe aurait été remplacée par les Huskies de Northern Illinois.

### Cougars de Washington State
Avec un bilan global en saison régulière de 12 victoires et 1 défaite, Washington State est éligible et accepte l'invitation pour participer au Holiday Bowl de 2016.
Ils terminent 2e de la North Division de la Pac-12 derrière Washington avec un bilan en division de 7 victoires et 2 défaites.
À l'issue de la saison 2016 (bowl compris ou non compris), ils n'apparaissent pas dans les classements CFP , AP et Coaches.
Il s'agit de la troisième participation de Washington State au Holiday Bowl. Ils avaient perdu (36 à 38) en 1981 contre BYU et gagné (28 à 20) en 2003 contre Texas.

## Résumé du match
Résumé du match en français, photos et vidéo sur le site francophone, The Blue Pennant.
Début du match à 16 h 05, fin à 19 h 48 pour une durée totale de match de 3 h 42 min.
Température de 18 °C, vent de 14 km/h de nord-ouest, ciel clair.
| QT          | Temps       | Drive       | Drive       | Drive       | Équipe      | Description de l'action | Score | Score |
| QT          | Temps       | Jeux        | Yards       | TDP         | Équipe      | Description de l'action | MIN   | WS    |
| ----------- | ----------- | ----------- | ----------- | ----------- | ----------- | --- | ----- | ----- |
| 1           | 06:23       | 17          | 76          | 06:33       | WS          | FG de 26 yards par K Erik Powell | 0     | 3     |
| 2           | 07:26       | 6           | 14          | 02:53       | MIN         | FG de 43 yards par K Emmit Carpenter | 3     | 3     |
| 2           | 00:33       | 7           | 14          | 01:56       | WS          | FG de 41 yards par K Erik Powell | 3     | 6     |
| 3           | 03:23       | 10          | 84          | 05:22       | MIN         | TD de 13 yards par RB Shannon Brooks à la suite d'une réception de passe de QB Mitch Leidner + 1 point de conversion par K Emmit Carpenter                                       | 10    | 6     |
| 4           | 02:06       | 4           | 31          | 00:59       | MIN         | TD à la suite d'une course de 9 yards par RB Rodney Smith + 1 point de conversion par K Emmit Carpenter                                                                          | 17    | 6     |
| 4           | 00:19       | 10          | 79          | 01:42       | WS          | TD de 8 yards par WR Kyle Sweet à la suite d'une réception de passe de QB Luke Falk mais la tentative de conversion à 2 points échoue (passe non réceptionnée de Falk vers Lewis | 17    | 12    |
| Score final | Score final | Score final | Score final | Score final | Score final | Score final | 17    | 12    |

## Statistiques
| Statistiques                           | MIN                       | WST                      |
| -------------------------------------- | ------------------------- | ------------------------ |
| 1er downs                              | 17                        | 16                       |
| 1er downs à la suite d'une course      | 8                         | 4                        |
| 1er downs à la suite d'une passe       | 8                         | 11                       |
| 1er downs à la suite d'une pénalité    | 1                         | 1                        |
| Conversion de 3e Down                  | 3/12                      | 7/19                     |
| Conversion de 4e Down                  | 0/0                       | 1/2                      |
| Jeux–yards                             | 61 jeux pour 279 yards    | 74 jeux pour 303 yards   |
| Yards à la course                      | 41 courses pour 150 yards | 23 courses pour 39 yards |
| Yards à la passe                       | 129                       | 264                      |
| Passes : Réussies-Tentées-Interceptées | 11/20, 0 int.             | 30/51, 1 int.            |
| Réussite en zone rouge/chances         | 2/2                       | 3/3                      |
| TD                                     | 2                         | 1                        |
| Field Goals                            | 1/1                       | 2/2                      |
| Sacks (Nombre-Yards gagnés)            | 3/28                      | 2/10                     |
| Fumbles (Nombre/Perdus)                | 1/1                       | 0/0                      |
| Pénalités (Nombre/Yards perdus)        | 10/65                     | 7/56                     |
| Temps de possession                    | 28:54                     | 31:06                    |

| Systèmes | Noms              | Équipes   | Postes |
| Attaque  | Rodney Smith (en) | Minnesota | RB     |
| Défense  | Blake Cashman     | Minnesota | LB     |

| Quaterbacks         |                 |                                       |
| MIN                 | Mitch Leidner   | 11/20, 129 yards, 1 TD                |
| WST                 | Luke Falk       | 30/51, 264 yards, 1 TD, 1 INT.        |
| Meilleurs Coureurs  |                 |                                       |
| MIN                 | Rodney Smith    | 17 courses , 74 yards, 1 TD           |
| WST                 | Gerard Wicks    | 5 courses, 26 yards                   |
| Meilleurs Receveurs |                 |                                       |
| MIN                 | Drew Wolitarsky | 5 réceptions, 73 yards                |
| WST                 | Robert Lewis    | 6 réceptions, 86 yards                |
| Meilleurs Tackleurs |                 |                                       |
| MIN                 | Cashmann Blake  | 9 tacles en solo, 3 assites et 1 sack |
| WST                 | Luani Shalom    | 3 tacles en solo et 6 assistes        |